# ناحیه‌های آلمان

نقشهٔ ناحیه‌های آلمان. ناحیه‌های زرد، ناحیهٔ شهری و ناحیه‌های سفید، ناحیهٔ روستایی هستند.

ناحیه‌های آلمان ناحیه‌های اداری هستند که با نام لاندکرایز (Landkreis) شناخته می‌شوند. در دو ایالت نوردراین-وستفالن و شلسویگ-هولشتاین آن‌ها را کرایز (Kreis) می‌نامند. بیش‌تر شهرهای بزرگ آلمان جزوی از یک ناحیهٔ روستایی نیستند اما قوانین شبیه به ناحیه‌ها را اجرا می‌کنند در این‌صورت آن‌ها را شهرهای آزاد از ناحیه یا ناحیهٔ شهری (Kreisfreie Stadt یا Stadtkreis) می‌نامند.
ناحیه‌های روستایی جزو تقسیمات اداری‌ای میان ایالت‌های آلمان و شهرداری‌ها هستند. آن‌ها سومین درجهٔ تقسیمات کشوری آلمان هستند و تقریباً از این نظر با شهرستان‌های ایالات متحده آمریکا برابر هستند.

## انواع ناحیه‌ها

تقسیمات اداری آلمان

بیشتر ناحیه‌های آلمان از نوع ناحیه‌های روستایی (به آلمانی: Landkreise) هستند که تعدادشان ۲۹۵ ناحیه است. شهرهای بزرگ با جمعیت بیش از ۱۰۰ هزار نفر (و شهرهای کوچکتر در برخی از ایالت‌ها) معمولاً خودشان به یک ناحیه تعلق ندارند و خودشان قوانین ناحیه‌ای را اجرا می‌کنند؛ که این وضعیت چیزی شبیه شهرهای مستقل است. این شهرها با نام ناحیه‌های شهری (به آلمانی: Kreisfreie Städte یا Stadtkreise) شناخته می‌شوند. تا سال ۲۰۱۱ میلادی، ۱۰۷ ناحیهٔ شهری وجود داشته‌است. تعداد کل ناحیه‌ها تا سال ۲۰۱۱ میلادی ۴۰۲ عدد بوده‌است. به‌طور متوسط ۲۵ میلیون نفر در ۱۰۷ ناحیهٔ شهری زندگی می‌کنند.
در نوردراین-وستفالن شهرهایی وجود دارد که جمعیتشان بیشتر از ۱۰۰ هزار نفر است ولی ناحیهٔ شهری نیستند. مانند: رکلینگهاوزن، زیگن، پادربورن، برگیش گلادباخ، نویس، و مئرس. این شهرها خیلی از وظایف ناحیه‌ها را انجام می‌دهند هرچند که خودشان بخشی از یک ناحیهٔ روستایی هستند. شهرهای با اندازهٔ متوسط می‌توانند بسیاری از وظایف اداری ناحیه‌ها را اجرا کنند. به‌ویژه برای ارایهٔ خدمات عمومی به شهروندان محلی. دسته‌بندی شهرهای متوسط معمولاً به‌شمار ساکنان آن‌ها بستگی دارد هرچند که این موضوع از یک ایالت به ایالت دیگر متفاوت است.
یک نمونهٔ ویژهٔ ناحیه‌های روستایی سه [Kommunalverbände besonderer Art] Error: {{Lang}}: متن دارای نشانه‌گذاری ایتالیک است (راهنما) (اتحادهای شهری از نوع ویژه) هستند که ادغامی از شهرهای آزاد از ناحیه و ناحیهٔ روستایی‌شان هستند: در کنار ناحیهٔ زاربروکن، ناحیهٔ آخن (از ۲۰۰۹)، ناحیهٔ هانوفر (از ۲۰۰۱)، و گوتینگن هستند؛ که این سه برخی از حقوق یک ناحیهٔ شهری را دارند. تفاوت زاربروکن با این سه ناحیه در این است که به‌طور خاص برخی ماده‌ها را در قوانینش وارد نکرده‌است.

## مسئولیت‌ها
برپایهٔ قانون‌های ایالتی و فدرال مشترک، ناحیه‌ها برای وظیفه‌های زیر مسئول هستند:
- ساخت و محافظت از جاده‌های B (کرایس‌اشتراسه یا خیابان ناحیه‌ای)
- نقشهٔ ساختمان‌هایی که بیش از یک ناحیهٔ محلی زیر نفوذ را پوشش می‌دهند.
- نگهداری از پارک‌های ملی
- رفاه جامعه
- رفاه جوانان
- ساخت و نگهداری از بیمارستان‌ها
- ساخت و نگهداری از مدرسه‌های دولتی پایهٔ دوم
- ثبت‌نام ماشین‌ها
- اسکان پناهجویان خارجی
- انتخاب نمایندهٔ ناحیه

ناحیه‌ها می‌توانند وظیفه‌های دیگری را نیز انجام دهند که بسته به قوانین محلی در هر ناحیه متفاوت است:
- حمایت مالی از فرهنگ
- ساخت خطوط عابر پیاده و دوچرخه
- حمایت مالی از تبادل‌های میان مدرسه‌ها
- ساخت و محافظت از کتابخانه‌های عمومی
- تجدید اقتصاد
- تشویق گردشگری
- سازماندهی کالج‌های دولتی بزرگسالان یا فولکس‌هُخ‌شوله (آلمانی: Volkshochschule)

تمام موارد بالا توسط مسئولان محلی (شهرداری‌ها) انجام می‌شوند. ناحیه‌های شهری این مسئولیت‌ها را به اضافهٔ مسئولیت‌های شهرداری‌ها دارا می‌باشند.